# Myrblomflugor
Myrblomflugor (Microdon) är ett släkte i familjen blomflugor. Det är det enda släktet i underfamiljen Microdontinae som är representerat i Norden.

## Kännetecken
Myrblomflugor är medelstora kompakt byggda flugor, mellan 8 och 14 millimeter långa, med korta rundade vingar. De har en gråaktig kort behåring. Skutellens bakkant har två taggar eller knölar. Larverna är nästan klotformade uppifrån sett.

## Levnadssätt
Myrblomflugornas larver, som är nattaktiva, lever i myrsamhällen. De livnär sig på myrornas ägg och larver. Flugornas kompakta form med korta vingar beror förmodligen på att honan ska kunna ta sig in i myrsamhället och lägga ägg. Myrblomflugorna besöker, till skillnad från andra blomflugor, inte blommor för att hämta pollen och nektar. 

## Utbredning
Flera hundra arter är kända i släktet varav ett tjugotal har palearktisk utbredning. 

## Systematik
En del forskare placerar underfamiljen Microdontinae, som myrblomflugorna tillhör, i en egen familj.

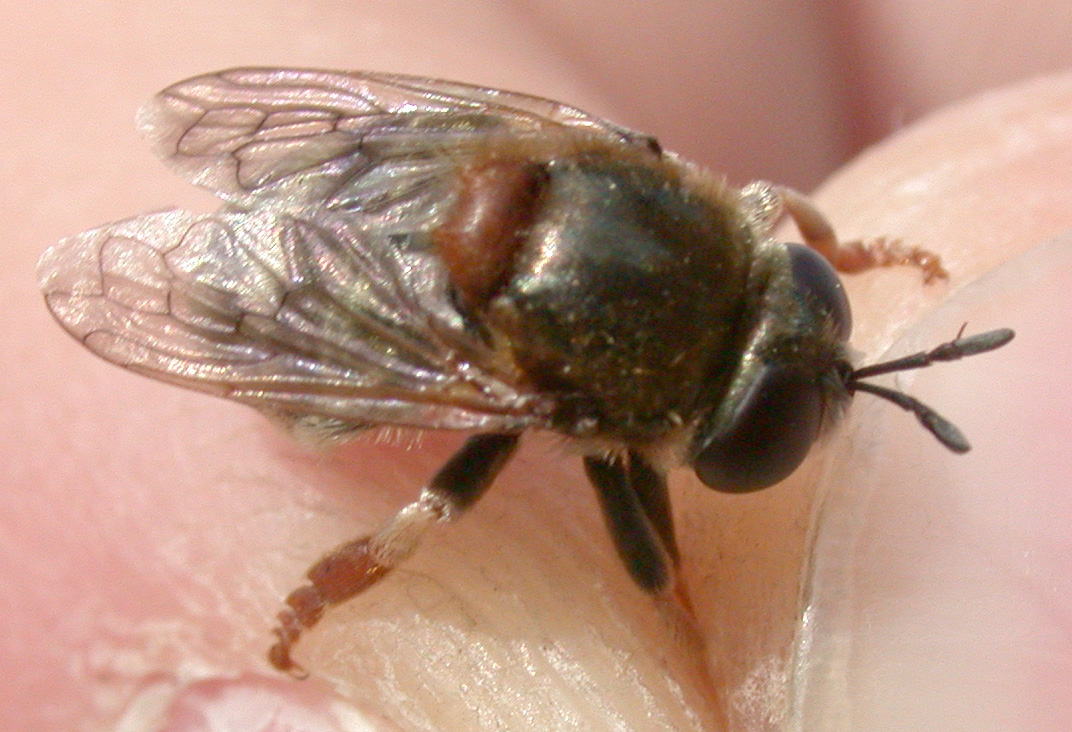
Slavmyreblomfluga (M. mutabilis)

### Arter i Norden
I Norden finns 5 arter som alla även förekommer i Sverige. 
- Jordmyreblomfluga M. analis (Macquart, 1842)
- Tuvmyreblomfluga M. devius (Linné, 1761)
- Stackmyreblomfluga M. miki (Doczkal & Schmid 1999)
- Slavmyreblomfluga M. mutabilis (Linné 1758)
- Rödmyreblomfluga M. myrmicae (Schönrogge et al., 2002)

### Övriga arter (urval)
Nedan följer ett urval med arter i släktet.
| - M. abditus Thompson, 1981 - M. abstrusus Thompson, 1981 - M. adventitius Thompson, 1981 - M. albicomatus Novak, 1977 - M. aurulentus (Fabricius, 1805) - M. baliopterus Loew, 1872 - M. brunetti Sodhi & Singh, 1991 - M. carolae (Capelle, 1956) - M. coarctatus Loew, 1864 - M. cothurnatus Bigot, 1883 - M. craigheadii Walton, 1912 - M. diversipilosus Curran, 1925 - M. eggeri Mik, 1897 - M. fulgens Wiedemann, 1830 - M. fuscipennis (Macquart, 1834) - M. globosus (Fabricius, 1805) - M. ignotus Violovitsh, 1976 - M. katsurai Maruyama & Hironaga, 2004 - M. laetoides Fabricius, 1935 - M. laetus Loew, 1864 - M. lanceolatus Adams, 1903 | - M. lateus Violovitsh, 1976 - M. latifrons Loew, 1856 - M. manitobensis Curran, 1924 - M. maritimus Violovitsh, 1976 - M. marmoratum Bigot, 1883 - M. megalogaster Snow, 1892 - M. mysa Violovitsh, 1971 - M. newcomeri Mann, 1924 - M. ocellaris Curran, 1924 - M. painteri Hull, 1922 - M. pallipennis Curran, 1925 - M. piperi Knab, 1917 - M. ruficrus Williston, 1887 - M. rufipes (Macquart, 1842) - M. scutifer Knab, 1917 - M. sophianus Drensky 1934 - M. tristis Loew, 1864 - M. ursitarsis Stackelberg, 1926 - M. viridis Townsend, 1895 - M. xanthopilis Towsend, 1895 |

## Etymologi
Microdon betyder småtandad på grekiska. Det syftar på skutellens taggar som är typiska för släktet.